# Eucalyptus michaeliana
Eucalyptus michaeliana, comúnmente conocido como el   eucalipto manchado de Hillgrove ("Hillgrove spotted gum"), es una especie de eucalipto de la familia de las mirtáceas.

## Descripción
Es un árbol que crece aproximadamente a 30 metros de altura y tiene una distintivo tronco gris moteado, con la corteza café amarillenta desprendiéndose en parches. Se le llama así por crecer cerca del poblado de Hillgrove. 

## Distribución y hábitat
Este raro árbol se encuentra restringido al Parque nacional Monte Barney en Queensland y en ciertas partes de Nueva Gales del Sur como el Parque nacional Ríos Salvajes de Oxley donde el árbol de la fotografía se encontró creciendo. 

## Taxonomía
Eucalyptus michaeliana fue descrita por William Faris Blakely y publicado en Proceedings of the Linnean Society of New South Wales 63: 67. 1938.
Etimología
Eucalyptus: nombre genérico que proviene del griego antiguo: eû = "bien, justamente" y kalyptós = "cubierto, que recubre". En Eucalyptus L'Hér., los pétalos, soldados entre sí y a veces también con los sépalos, forman parte del opérculo, perfectamente ajustado al hipanto, que se desprende a la hora de la floración.
michaeliana: epíteto